# Liste der mit bloßem Auge sichtbaren Sterne
Diese Liste der mit bloßem Auge sichtbaren Sterne ist eine Auflistung der mit dem bloßen Auge sichtbaren Fixsterne, also aller Sterne außer der Sonne. Als Grenzhelligkeit für die Sichtbarkeit mit bloßem Auge unter optimalen Bedingungen wird für diese Liste 6,5 mag gewählt. Alle Koordinaten in dieser Liste beziehen sich auf die  Epoche J2000.
Neben dieser gibt es weitere Listen von Sternen.
Diese Liste ist wegen ihrer Größe nach Rektaszension geordnet auf vier Seiten aufgeteilt:
- unter 6 h
- 6 h bis unter 12 h
- 12 h bis unter 18 h
- ab 18 h